# Ida Sahmie
Ida Sahmie (nascida Nobell em 1960) é uma ceramista navajo. Sahmie combina métodos tradicionais de fabricação de cerâmica Hopi e iconografia Navajo as suas obras. Ela trabalhou no Smithsonian American Art Museum e no Wheelwright Museum of the American Indian.

## Biografia
Sahmie é navajo e nasceu em 1960 nos arredores de Pine Springs, Arizona. Ela casou-se com um homem Hopi, Andrew "Louie" Sahmie, e mudou-se para a reserva Hopi. Ela aprendeu a fazer cerâmica com a sua sogra, Priscilla Namingha. Sahmie começou a vender a sua cerâmica na década de 1980.

## Trabalhos
A forma da cerâmica que Sahmie faz é baseada nas tradições Hopi e incorpora designs e iconografia tradicionais navajo, como os designs Yei. Sahmie prefere usar argila extraída da reserva Navajo e usa argila branca e amarela no corpo dos potes. A barbotina preta é criada adicionando-se espinafre selvagem à mistura. Os potes são queimados ao ar livre usando métodos tradicionais.
Sahmie trabalhou no Smithsonian American Art Museum, e no Wheelwright Museum of the American Indian.